# Trattore stradale

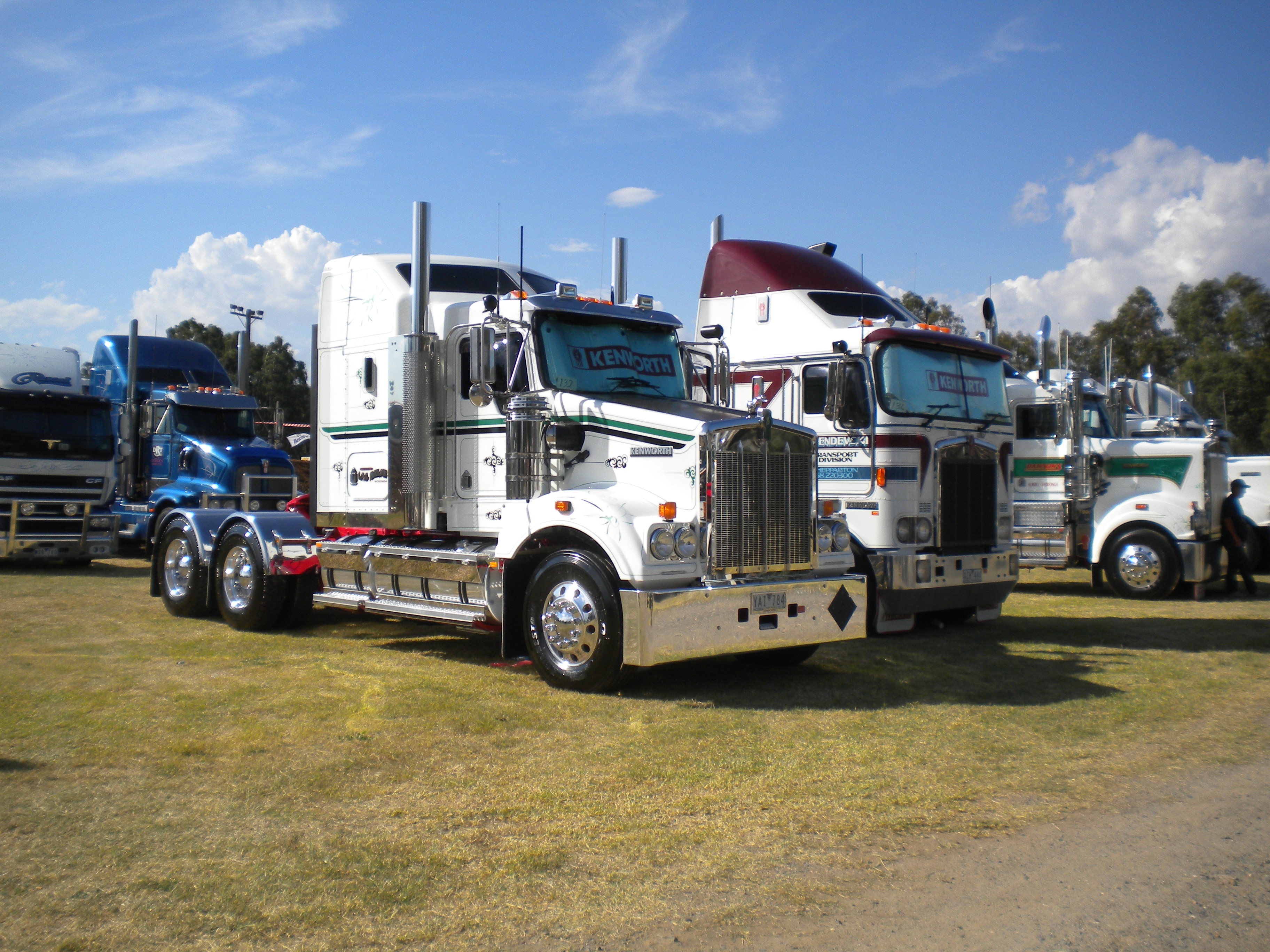
Trattori stradali senza semirimorchio

Il trattore stradale è un veicolo adibito esclusivamente al traino su strada di semirimorchi con cui, una volta agganciato, forma particolari complessi veicolari denominati autoarticolati. 

## Descrizione
Sul piano meccanico è un veicolo equiparato all'autocarro, di cui è tecnicamente una derivazione progettuale e con cui condivide le denominazioni commerciali dei modelli di listino delle varie case produttrici (anche se non può essere definito tale vista l'incapacità di caricare e trasportare autonomamente merci senza l'ausilio del semirimorchio) e, nei casi in cui superi le 3,5 tonnellate di massa, può essere guidato con la patente di categoria C parimenti all'autocarro.

## Utilizzo
Un tempo, erano usati come trattori stradali dei veri e propri trattori derivati dal corrispondente trattore agricolo, con carrozzeria e scolpitura delle gomme leggermente modificati rispetto ai modelli agricoli originali. Il loro uso era diffuso soprattutto nelle zone portuali.

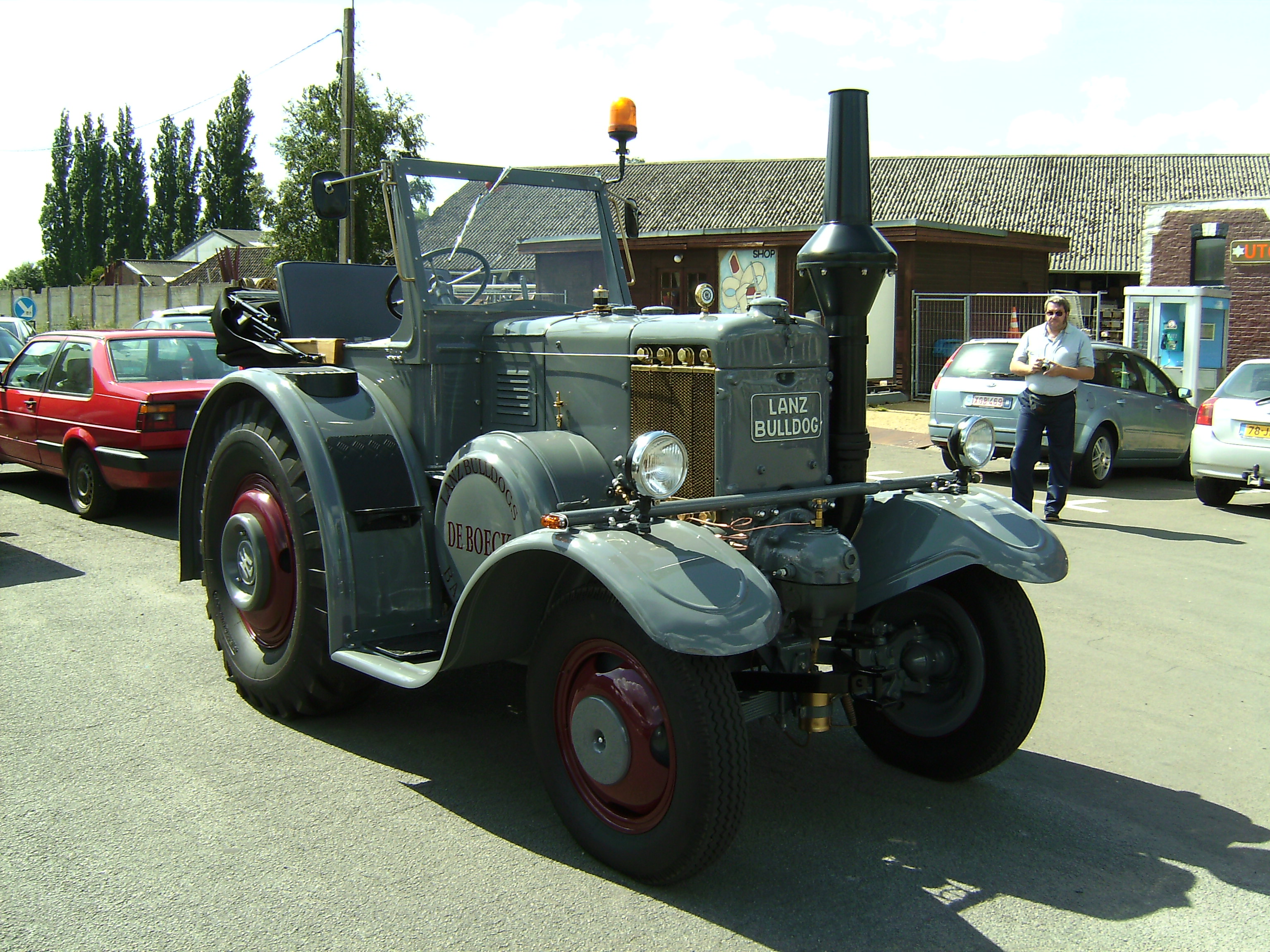
un trattore stradale a testa calda di fabbricazione tedesca Lanz Bulldog, costruito verso la metà del XX secolo (restaurato e leggermente modificato)

Data la sua particolare destinazione d'uso, il trattore stradale è sempre dotato di sistemi di traino opportuni per la categoria di semirimorchi a lui destinati. 

## Nel mondo
Teoricamente, il codice della strada italiano prevede l'esistenza sia di trattori stradali leggeri, con massa inferiore o uguale alle 3,5 tonnellate, che trattori stradali pesanti, con massa che supera le 3,5 tonnellate. 
Nella vita di tutti i giorni, però, l'adozione di trattori stradali leggeri è rara. La nazione europea in cui sono maggiormente diffusi è la Svizzera anche a causa dei limiti ridotti di massa a pieno carico in vigore nella nazione elvetica. Sono invece ampiamente utilizzati i trattori stradali pesanti.